# Distrito electoral federal 6 de Michoacán
El Distrito electoral federal 6 de Michoacán es uno de los 300 Distritos electorales en los que se encuentra dividido el territorio de México para la elección de diputados federales y uno de los 11 en los que se divide el estado de Michoacán de Ocampo. Su cabecera es la localidad de Ciudad Hidalgo.
El distrito 6 de Michoacán se ubica en el nornoreste del estado. Desde el proceso de distritación de 2022 lo conforman los siguientes catorce municipios: Álvaro Obregón, Copándaro, Cuitzeo, Charo, Hidalgo, Huandacareo, Indaparapeo, Irimbo, Queréndaro, Santa Ana Maya, Tarímbaro, Tzitzio y Zinapécuaro.

## Distritaciones anteriores

### Distritación 1996-2005
Entre 1996 y 2005 el distrito 6 incluía los municipios de Charo, Indaparapeo y Zinapécuaro, en 2005 estas demarcaciones pasaron a formar parte del Distrito III con cabecera en la ciudad de Zitácuaro, sin embargo, en ese mismo año los municipios de Contepec, Epitacio Huerta, Senguio y Tlalpujahua fueron integrados al distrito 6 para realizar un equilibrio en la población de ambos distritos.

### Distritación 2005-2017
Entre 2005 y 2017 el distrito 6 se integraba por los municipios de Contepec, Epitacio Huerta, Hidalgo, Irimbo, Maravatío, Queréndaro, Senguio, Tlalpujahua y Zinapécuaro.

### Distritación 2017-2022
Entre 2017 y 2022 el distrito 6 estaba formado por los municipios de Aporo, Contepec, Epitacio Huerta, Hidalgo, Irimbo, Maravatío, Queréndaro, Senguio y Tlalpujahua.

## Diputados por el distrito
| Diputado                              | Grupo parlamentario                         | Legislatura   | Periodo     |
| ------------------------------------- | ------------------------------------------- | ------------- | ----------- |
|                                       |                                             | I             | 1857 - 1861 |
|                                       |                                             | II            | 1861 - 1862 |
|                                       |                                             | III           | 1862 - 1863 |
|                                       |                                             | IV            | 1867 - 1868 |
|                                       |                                             | V             | 1869 - 1871 |
|                                       |                                             | VI            | 1871 - 1873 |
|                                       |                                             | VII           | 1873 - 1875 |
|                                       |                                             | VIII          | 1875 - 1878 |
|                                       |                                             | IX            | 1878 - 1880 |
|                                       |                                             | X             | 1880 - 1882 |
|                                       |                                             | XI            | 1882 - 1884 |
|                                       |                                             | XII           | 1884 - 1886 |
|                                       |                                             | XIII          | 1886 - 1887 |
|                                       |                                             | XIV           | 1888 - 1890 |
|                                       |                                             | XV            | 1890 - 1892 |
|                                       |                                             | XVI           | 1892 - 1894 |
|                                       |                                             | XVII          | 1894 - 1896 |
|                                       |                                             | XVIII         | 1896 - 1898 |
|                                       |                                             | XIX           | 1898 - 1900 |
|                                       |                                             | XX            | 1900 - 1902 |
|                                       |                                             | XXI           | 1902 - 1904 |
|                                       |                                             | XXII          | 1904 - 1906 |
|                                       |                                             | XXIII         | 1906 - 1908 |
|                                       |                                             | XXIV          | 1908 - 1910 |
|                                       |                                             | XXV           | 1910 - 1912 |
|                                       |                                             | XXVI          | 1912 - 1914 |
| Onésimo López Couto                   |                                             | Constituyente | 1916 - 1917 |
| Onésimo López Couto                   | XXVII                                       | 1917 - 1918   |             |
|                                       |                                             | XXVIII        | 1918 - 1920 |
|                                       |                                             | XXIX          | 1920 - 1922 |
| Agustín Gómez Campos                  |                                             | XXX           | 1922 - 1924 |
| Carlos Riva Palacio                   |                                             | XXXI          | 1924 - 1925 |
| Manuel Avilés                         | 1925 - 1926                                 | XXXI          |             |
|                                       |                                             | XXXII         | 1926 - 1928 |
|                                       |                                             | XXXIII        | 1928 - 1930 |
| Silvano Hurtado                       | Partido Nacional Revolucionario             | XXXIV         | 1930 - 1932 |
| Agustín Leñero Ruiz                   | Partido Nacional Revolucionario             | XXXV          | 1932 - 1934 |
| Antonio Mayés Navarro                 | Partido Nacional Revolucionario             | XXXVI         | 1934 - 1937 |
| Baltazar Gudiño Canela                | Partido de la Revolución Mexicana           | XXXVII        | 1937 - 1940 |
| Juan S. Picazo                        | Partido de la Revolución Mexicana           | XXXVIII       | 1940 - 1943 |
|                                       |                                             | XXXIX         | 1943 - 1946 |
|                                       |                                             | XL            | 1946 - 1949 |
| Salvador Pineda Pineda                | Partido Revolucionario Institucional        | XLI           | 1949 - 1952 |
| Manuel Hinojosa Ortiz                 | Partido Revolucionario Institucional        | XLII          | 1952 - 1953 |
| Alberto Pérez Villanueva              | Partido Revolucionario Institucional        | XLII          | 1953 - 1955 |
| Roberto González Zamudio              | Partido Revolucionario Institucional        | XLIII         | 1955 - 1958 |
|                                       |                                             | XLIV          | 1958 - 1961 |
|                                       |                                             | XLV           | 1961 - 1964 |
|                                       |                                             | XLVI          | 1964 - 1965 |
| Roberto Reyes Pérez Ontiveros         | Partido Revolucionario Institucional        | XLVII         | 1967 - 1970 |
|                                       |                                             | XLVIII        | 1970 - 1973 |
|                                       |                                             | XLIX          | 1973 - 1976 |
| Eduardo Estrada Pérez                 | Partido Revolucionario Institucional        | L             | 1976 - 1979 |
| Rafael Ruiz Béjar                     | Partido Revolucionario Institucional        | LI            | 1979 - 1982 |
| Alfonso Méndez Ramírez                | Partido Acción Nacional                     | LII           | 1982 - 1985 |
| Rafael Ruiz Béjar                     | Partido Revolucionario Institucional        | LIII          | 1985 - 1988 |
| Francisco Curi Pérez Fernández        | Partido Auténtico de la Revolución Mexicana | LIV           | 1988 - 1991 |
| Anacleto Mendoza Maldonado            | Partido Revolucionario Institucional        | LV            | 1991 - 1994 |
| Agustín Martínez Maldonado            | Partido Revolucionario Institucional        | LVI           | 1994 - 1997 |
| María de los Ángeles Gaytán Contreras | Partido Revolucionario Institucional        | LVII          | 1997 - 2000 |
| Mario Cruz Andrade                    | Partido de la Revolución Democrática        | LVIII         | 2000 - 2003 |
| Margarito Fierros Tano                | Partido de la Revolución Democrática        | LIX           | 2003 - 2006 |
| Raúl Ríos Gamboa                      | Partido de la Revolución Democrática        | LX            | 2006 - 2009 |
| Emiliano Velázquez Esquivel           | Partido de la Revolución Democrática        | LXI           | 2009 - 2012 |
| Luis Olvera Correa                    | Partido Revolucionario Institucional        | LXII          | 2012 - 2015 |
| Norberto Antonio Martínez Soto        | Partido de la Revolución Democrática        | LXIII         | 2015 - 2018 |
| Anita Sánchez Castro                  | Movimiento Regeneración Nacional            | LXIV          | 2018 - 2021 |
| Berenice Juárez Navarrete             | Partido Acción Nacional                     | LXV           | 2021 - 2024 |
| José Luis Téllez Marín                | Movimiento Regeneración Nacional            | LXVI          | 2024 - 2027 |